# Realencyclopädie der classischen Altertumswissenschaft
La Realencyclopädie der classischen Altertumswissenschaft, (en español: Real enciclopedia de arqueología clásica) comúnmente llamada la Pauly-Wissowa o simplemente RE, es una enciclopedia alemana especializada en la antigüedad clásica. Con sus suplementos está compuesta por más de ochenta volúmenes.
El primer volumen fue publicado por August Pauly en 1839. Al morir Pauly en 1845, su trabajo inacabado fue completado por Christian Waltz y Wilhelm Teuffel, que en 1852 publicaron una primera edición que constaba de seis volúmenes. Se trabajó entre 1861 y 1866 en una segunda edición, pero nunca fue acabada.
En 1890 Georg Wissowa comenzó una nueva y más ambiciosa edición que esperaba terminar en 10 años, pero el último de sus 83 volúmenes no apareció hasta 1978, y se completó en 1980 con la publicación de un volumen índice.
Cada artículo fue escrito por un reconocido especialista en el campo tratado, destacando entre los articulistas Friedrich Münzer que escribió gran parte de las biografías más modernas.

## Der Kleine PaulyyDer Neue Pauly
El precio de la Pauly-Wissowa ha sido siempre muy elevado y por eso entre 1964 y 1975 se publicó la Der Kleine Pauly en cinco volúmenes.
Una versión actualizada llamada Der Neue Pauly, compuesta de 18 volúmenes (solo se planificaron 15) y un índice, apareció gradualmente desde 1996 a 2003. Desde 2004 también aparecen volúmenes suplementarios. La versión en inglés, la Brill’s New Pauly: Encyclopaedia of the Ancient World, se publicó en 2006, con un suplemento cronológico en 2007.
El índice de la Pauly-Wissowa está disponible en CD-ROM.